# Edmond Niemczyk
Edmond (Edmund) Niemczyk (ur. 28 sierpnia 1933 w Merlebach, zm. 13 marca 2009 w Monako, pochowany w Sopocie) – polsko-francuski malarz. 

## Życiorys
Przebywał w Polsce w latach 1936-1965. Powrócił do Polski w 1994. Od tego czasu mieszkał w Sopocie i w Monako. Ukończył Liceum Plastyczne im. Piotra Potworowskiego w Poznaniu (1953). W 1960 zdobył dyplom w Państwowej Wyższej Szkoły Sztuk Plastycznych w Gdańsku (od 1996 nazwa uczelni: Akademia Sztuk Pięknych w Gdańsku) w pracowni prof. Piotra Potworowskiego.
1959-1960 u boku Henryka Delińskiego według jego projektu wykonał malarstwo w kościele w  Rytlu.
1960-1961 u boku Henryka Delińskiego według jego projektu wykonał malarstwo w kościele w Sępólnie Krajeńskim.
1961-1962 u boku Henryka Delińskiego według jego projektu wykonał malarstwo w kościele w Jabłowie.
1962-1963 u boku Henryka Delińskiego według jego projektu wykonał malarstwo w kościele Św. Jana Chrzciciela w Suminie.
1963-1964 u boku Henryka Delińskiego według jego projektu wykonał malarstwo w kościele w Budzyniu.
1964-1965 u boku Henryka Delińskiego według jego projektu wykonał malarstwo w kościele w Wielkim Lubieniu.
1965
•	Otrzymał złoty medal Grand Prix l’ Exposition Intercontinentale. 
•	Zamieszkał w Monako, uczestniczył w wielu wystawach między innymi w Paryżu i Nowym Yorku. Dekorował freskami sale Judo-Club w Monako.
1966
• Na prośbę S.A.S Księżnej Grace dekorował malarstwem Hall du Centenaire w Monako.
1967
•	Wystawiał 86 obrazów w Salle des Expositions du Ministere d’Etat w Monako. Wystawa odbyła się pod patronatem S.A.S Księcia Monako Rainiera III, który ją inaugurował.
•	Malował monumentalne freski w rezydencji (Maison de Retraite de la Principauté) Du Cap Fleuri w Cap-d'Ail.
1967
• 1967, 1968 i w 1971 brał udział w wystawach Jeune Peinture et Sculpture Mediterraneennes” w Nicei.
1968
•	1972 
•	Namalował 25 obrazów dla Yacht Club w Monako.
1974 
•	Na polecenie S.A.S Księcia Monako Rainiera III wykonał dekorację malarską, rzeźbiarską w drewnie, metalu i w kamieniu (także witraże) w kaplicy Chapelle de la Paix w Monako.
1976
•	Wykonał rzeźby w metalu dla kościoła Saint-Martin ” w Monako.
•	Od inauguracji Festival International du Cirque de Monaco w 1974 prezentował tam corocznie przez 8 lat obrazy o tematyce cyrkowej.
•	Obrazy trafiają do prywatnych kolekcji, ok. 100 obrazów znalazło swoje miejsce w Palais Princier w Monako.
1979
•	Wykonał dekoracje ceramiczną o powierzchni 160 m² dla l’Usine d’Incineration w Monako
1982/1983
•	Namalował 262 obrazy dla „Loews La Napuole” w Neapolu.
1993
•	Uczestniczył w akcji dobroczynnej „Le Gary Player Charity Pro-Am” na rzecz dzieci w Rumunii.
Był członkiem „Comite Monegasque des Arts Plastigues AIAP UNESCO

## Ważniejsze wystawy
1963
- „Jedenastu malarzy” BWA w Sopocie
- II Biennale Internazionale d'Arte “Città di Iglesias”- Iglesias

1965
- „Grand Prix l’ Exposition Intercontinentale Monaco-New York.” w Palais des Congres de Monaco.
- „About New York: Night and Day” Gallery of Modern Art, w Nowym Jorku.
- Union Carbide Gallery w Nowym Jorku.
- The Solomon R. Guggenheim Museum w Nowym Jorku. Muzeum Guggenheima w Nowym Jorku.
- Musees d Art Moderne w Paryżu.

1966
- „Salon du Centenaire” Monte-Carlo, Monako.
- „X Salon International de la Peinture Taurine” w Nîmes.
- „ II Grand Prix de Peinture de Paques” w Nicei

1967 
- „XI Salon International de la Peinture Taurine” w Nîmes.
- „Exposition” w Salle des Expositions du Ministere d’Etat w Monako.
- „Jeune Peinture et Sculpture Mediterraneennes” w Nicei.
- „Terres Latines” w Salles d'Exposition Wilson w Paryżu.

1968 
- „Jeune Peinture et Sculpture Mediterraneennes” w Nicei.

1969 
- „Edmond Niemczyk exposition” w „Salle des Expositions du Ministere d’Etat” w Monako.

1971 
- „Jeune Peinture et Sculpture Mediterraneennes” w Nicei

1972 
- „V Grand Prix International d'Art Contemporain de Monte Carlo”.
- „Grand Prix international de Peinture de Juan-les Pins „ (Francja).
- „Edmond Niemczyk exposition” w „La Galerie de la Marine” w Nicei.

1973 
- „Grand Prix International de Peinture de la Cote d'Azur”, Casino Municipale Cannes

1976 
- „XI Grand Prix International d'Art Contemporain de Monte Carlo”.
- Hall d'exposition d'Office de Tourisme w Monako.

1977
- Exposition Internationale d'Art Contemporain au Musee d'Art Moderne w Belgradzie

1978 
- „Art et Sculpture” w Monako.
- „Galerie Rapaire” w Monako.
- „Forum Art Gallery” w Monako.
- „Galerie Drouant” w Paryżu.
- „Galerie X” w Paryżu.

1979
- „Salon International de Peinture-sculpure-gravure-tapisserie w Grenoble ( Francja)
- „XIII Grand Prix International d'Art Contemporain de Monte Carlo”.
- „II Grand Prix des Provinces de France” w Vichy (Francja).
- „Beach Plaza” w Monako.

1980
- „Quelgues oeuvres d'artistes Contemporains” w Luxemburgu.
- „XIV Grand Prix International d'Art Contemporain de Monte Carlo”.
- „Concorso d'Arte Internazionale „Aurea Medusa”” w Rzymie.

1981 
- „Monaco a Portopia” w Kobe (Japonia).
- „XV Grand Prix International d'Art Contemporain de Monte Carlo”.
- „Beach Plaza” w Monako.
- „Salon International de Peinture-sculpure-gravure-tapisserie w Grenoble ( Francja).

1982 
- „XVI Grand Prix International d'Art Contemporain de Monte Carlo”.

1983 
- „XVII Grand Prix International d'Art Contemporain de Monte Carlo”.

1984 
- „XVIII Grand Prix International d'Art Contemporain de Monte Carlo”.

1985
- „Artistes de Monaco” w Andorze.

1987
- „ Art Moderne” w Tuluzie.( Francja)

1989
- FIAP Paris (Francja) „Comite Monegasque des Arts Plastigues”

1995
- „Salon 95 des artistes de Monaco” w Monako.

1997
- Jardin exotique w Monako.

2001 
- galeria „Le Marie de Beausoleil” w Beausoleil.

## Nagrody i wyróżnienia
1965 * „Medaille d’Or de la Critique”, Grand Prix l’ Exposition Intercontinentale Monaco – New York
1966 * „Medaille de la Ville de Nîmes” na X Salon International de la Peinture Taurine w Nîmes.
1972 * „Grand Prix international de Peinture de Juan-les Pins” (Francja) – II nagroda.
1978 * „Medaille d’Or” na wystawie „Art et Sculpture” w Monako.
1979 * „II Grand Prix des Provinces de France” w Vichy (Francja) -wyróżnienie.
1980 * „Medaille du Merite” na wystwie „Aurea Medusa” w Rzymie.
1981 * „Salon International de Peinture-sculpure-gravure-tapisserie w Grenoble ( Francja)- wyróżnienie

### Artykuły prasowe
1965
- „La Princesse Grace a inaugure l'Exposition Intercontinentale”; „Nice-matin” 19.06.1965 r.
- „Un peintre polonais Medaille d'Or du Grand Prix des Critiques a l'Exposition Intercontinentale de peinture”; „Nice-Matin” 22.06.1965 r.
- „Laureat de l'Exposition Intercontinentale Niemczyk est tres connu Pologne comme... peintre de fresques religieuses” „Le Provencal” La Provence 24.06.1965 r.
- „Exposition intercontinentale de Monaco”; „ France-amerique” 28.10.1965 r. str.15
- „6.000 ans de civilisation avec „L'art de l'ecriture”; „Le Provencal” 29.06.1965 r.
- „Il est venu de Pologne pour decorer la salle du Judo-Club”; „ Nice-Matin” 09.11.1965 r.
- „Le dojo du stade Louis II: Sous le regard des Samourais...”; „Le Provencal” 10.11.1965 r.
- „L'inauguration du „Dojo” du stade Louis-II”; „ Le Provencal” 18.11.1965 r.
- „Edmund Niemczyk, peintre polonais de passage a Monaco, reve de „voir travailler Chagall”; „ L'Espoir” 23.11.1965 r.

1966
- „Succes a Nimes de la peinture de Niemczyk”; „Nice-Matin” maj 1966 r.
- „La „ Semaine americane” du Centenaire de Monte-Carlo...”; „Nice-Matin” 25.07.1966 r.

1967
- „88 toiles et 29 sculptures...”; „Nice-Matin” 09.05.1967 r.
- „Parmi trente-qatre peintres...”; „L'Espoir” 26.05.1967 r.

1969
- „Edmond Niemczyk pesentera une grande exposition au ministre d'Etat”; „Nice-Matin” 06.02.1969 r.
- „Demain Inauguration de l'exposition d'Edmund Niemczyk”; „Nice-Matin” 08.02.1969 r.
- „La Lumiere sur la mer:Une magistrale exposition d'Edmond Niemczyk, au ministre d'Etat”; „Nice-Matin” 11.02.1969 r.
- „Le prince Rainier III a l'Exposition Niemczyk”; „Nice-Matin” 13.02.1969 r.
- „Une toile d'Edmund Niemczyk servita de generique au film „La fleur du mal”; „Nice-Matin” luty 1969 r.

1971
- „Vernissage de Biennale...”; „Nice-Matin” 08.10.1971 r.
- „La Biennale de la jeune peinture mediterraneenne”; „Nice-Matin” 07.11.1971 r.

1972
- „Niemszyk”; „Nice-Matin” 03.03.1972 r.
- „Vernissage de l'exposition Edmond Niemczyk, le peintre de l'amgoisse”; „Nice-Matin” 12.03.1972 r.
- „Les recentes toiles d'Edmond Niemczyk”; „Nice-Matin” 26.03.1972 r.
- „Edmond Niemczyk”; „La Tribune des Alpes-Maritimes” kwiecień 1972 r.
- „ Autour du premier grand prix...”;" Nice-Matin” 15.04.1972 r.

1976
- „Le cirqe, un defi a l'impossible dans une etrange lumiere...”; „Nice-Matin” 13.12.1976 r.
- „Des artistes parlent aux Amis du cirque”; „Nice-Matin” 17.12.1976 r.

1977
- „ Les membres des conseils...”; „Nice-Matin” 10.05.1977 r.
- „ Derniers èchos du IV Festival du cirque”; „Nice-Matin” 15.12.1977 r.

1995
- „Les artistes de Monaco font salon”; „Nice-Matin” 30.03.1995 r.

1997
- „Les artistes monégasques en leur Salon”;"Nice-Matin” 30.05.1997 r.
- „Une exposition de bon gout”; „Nice-Matin” 18.10.1997 r.

1998
- „Les artistes à bon port Le Salon 98 du Comité national... des Arts plastiques des artistes se tient pour la première fois dans la salle d'exposition de la Cité des Arts, Quai Antoine-Ier.”;"Nice-Matin” 11.06.1998 r.

2001
- „Edmond Niemczyk,artiste peintre visionnaire”; „Nice-Matin” 10.03.2001 r.

2008
- „Culture et prévention tous azimutsJean-Moulin:; „Nice-Matin” 08.02.2008 r.

2009
- „NAISSANCES Cavalleri Marco ; De Sevelinges Antoine, Henri, Louis ; Barone Nicolo ;Bevacqua Stella, Anna”; „Nice-Matin” 25.03.2009 r.

## Filmografia
1966 
- „La fleur du mal” („Poppies Are Also Flowers „ / „Mak również jest kwiatem”) reż. Terence Young.